# Anwil
Anwil is een gemeente en plaats in het Zwitserse kanton Basel-Landschaft, en maakt deel uit van het district Sissach.
Anwil telt 587 inwoners.